# Gardens by the Bay

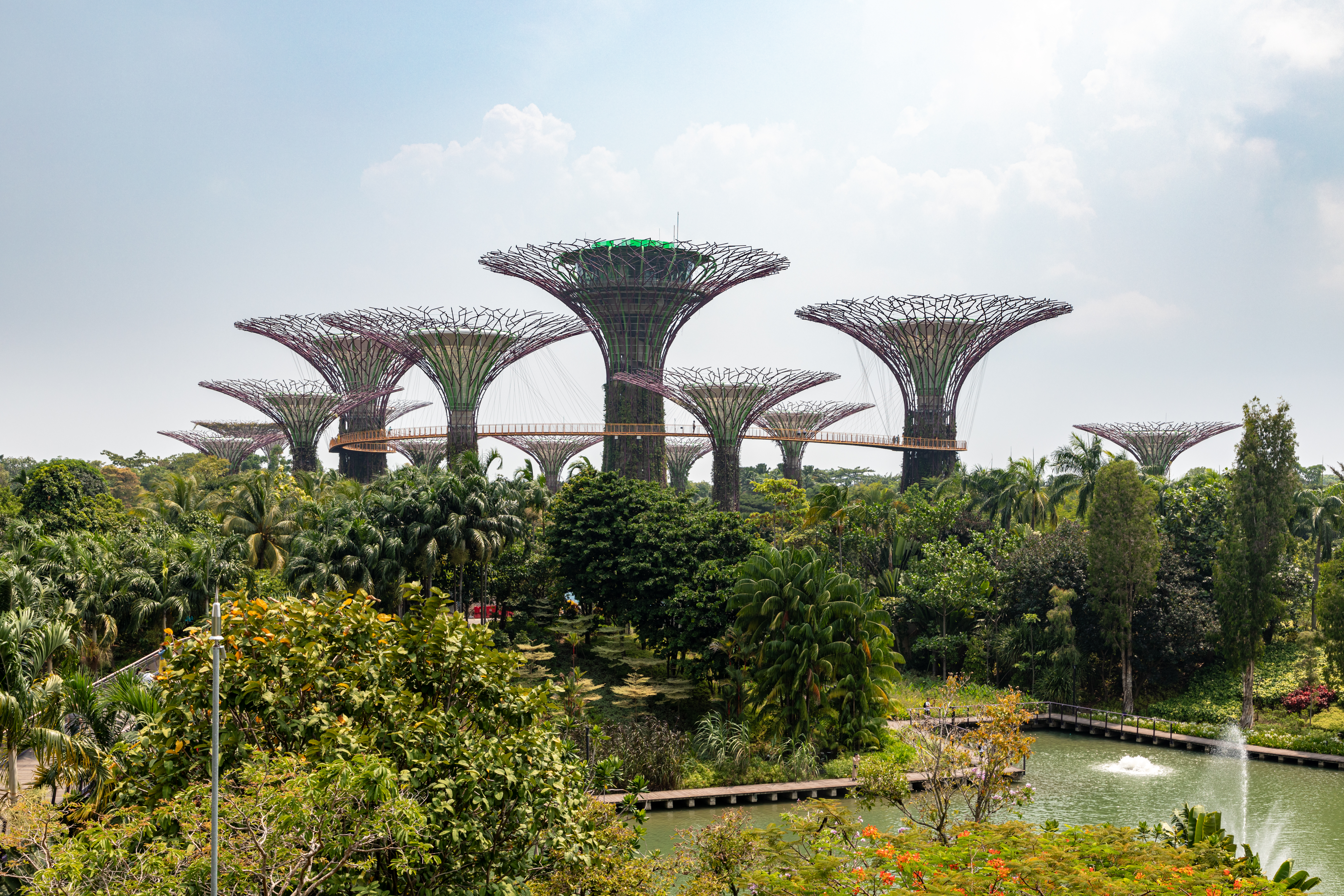
Gardens by the Bay

Gardens by the Bay is een natuurpark in de centrale regio van Singapore, grenzend aan het Marina Reservoir. Het park bestaat uit drie tuinen aan het water: Bay South Garden (in Marina South), Bay East Garden (in Marina East) en Bay Central Garden (in Downtown Core en Kallang). De grootste van de tuinen is de Bay South Garden, ontworpen door Grant Associates. De Flower Dome is de grootste glazen kas ter wereld.
Gardens by the Bay maakte deel uit van de nationale plannen om de "stad van de tuinen” om te vormen tot een "stad in een tuin", met als doel de kwaliteit van het leven te verhogen door het groen en de flora in de stad te verbeteren. Gardens by the Bay werd voor het eerst aangekondigd door premier Lee Hsien Loong tijdens de nationale feestdag van Singapore in 2005 en moest de belangrijkste stedelijke openluchtrecreatieplek van Singapore worden en een nationaal icoon.
Het park is een populaire toeristische attractie in Singapore en ontving in 2014 6,4 miljoen bezoekers. In november 2015 werd de kaap van 20 miljoen bezoekers overschreden en in 2018 waren het er meer dan 50 miljoen.

## Bay East Garden
Bay East Garden is 32 ha groot en heeft een promenade van 2 km die grenst aan het Marina Reservoir. De eerste fase van de tuin werd in oktober 2011 opengesteld voor het publiek, waardoor een alternatieve toegang tot de Marina Barrage mogelijk werd.
Het is ontworpen als een reeks grote tropische bladvormige tuinen, elk met een eigen specifiek landschapsontwerp, karakter en thema. Er komen vijf waterinlaten die zijn uitgelijnd met de heersende windrichting, waardoor de kustlijn wordt gemaximaliseerd en verlengd en wind en water het terrein kunnen binnendringen om de activiteitengebieden eromheen te helpen afkoelen.
Bay East Garden biedt bezoekers een onbelemmerd uitzicht op de skyline van de stad. Toekomstige ontwikkelingen van Bay East Garden zullen gebaseerd zijn op het thema water.
In 2018 werd Bay East Garden aangewezen als de toekomstige locatie van het Founders' Memorial.

## Bay South Garden
Bay South Garden opende op 29 juni 2012 zijn deuren voor het publiek. Het is de grootste van de drie tuinen en ontworpen om het beste van tropische tuinbouw en tuinkunst te tonen.
Het algemene concept van het masterplan van Grant Associates is geïnspireerd op een orchidee, die representatief is voor de tropen en voor Singapore, aangezien het de nationale bloem van het land is, de Vanda 'Miss Joaquim'. De orchidee wortelt aan de waterkant (serres), terwijl de bladeren (landvormen), scheuten (paden, wegen en verbindingswegen) en secundaire wortels (water-, energie- en communicatielijnen) vervolgens een geïntegreerd netwerk vormen met bloesems (thematuinen en superbomen) op belangrijke kruispunten.

#### Broeikassen

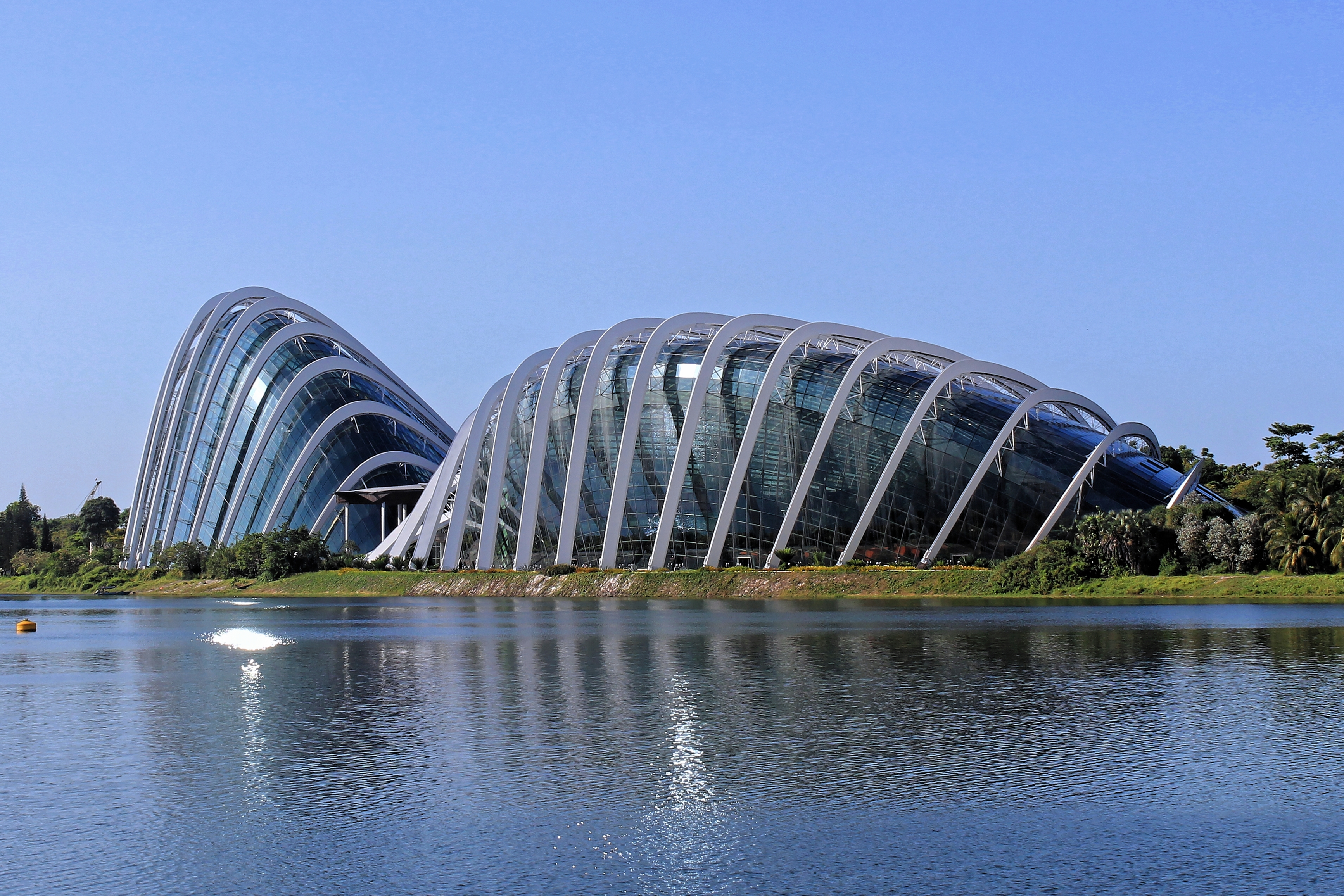
Broeikassen in Gardens by the Bay

Het serrecomplex in Gardens by the Bay bestaat uit twee gekoelde serres - de Flower Dome en de Cloud Forest, gelegen aan de rand van het Marina Reservoir. De serres, ontworpen door Grant Associates en WilkinsonEyre, zijn bedoeld als energie-efficiënte showcase van duurzame bouwtechnologieën en als educatieve ruimte voor alle weersomstandigheden binnen de Gardens. De Flower Dome is 's werelds grootste kolomloze kas.
De constructie van de kassen is op twee manieren bijzonder. In de eerste plaats doordat ze zo'n groot glasdak kunnen hebben zonder extra steun aan de binnenkant (zoals kolommen). Ten tweede doordat de constructies sterk gericht zijn op het minimaliseren van de ecologische voetafdruk. Regenwater wordt opgevangen aan de oppervlakte en gecirculeerd in het koelsysteem dat verbonden is met de Supertrees. De Supertrees worden zowel gebruikt om warme lucht af te voeren als om het circulerende water te koelen.

#### Supertree Grove
Supertrees zijn de achttien boomachtige structuren die het landschap van de Tuinen domineren met hoogtes die variëren van 20 tot 50 meter. Ze werden bedacht en ontworpen door Grant Associates, in samenwerking met Atelier One en Atelier Ten. Het zijn verticale tuinen die een veelheid aan functies vervullen, waaronder beplanting, beschaduwing en werken als milieumotoren voor de tuinen.
De Supertrees zijn de thuisbasis van enclaves van unieke en exotische varens, wijnstokken, orchideeën en ook een uitgebreide collectie van bromelia's zoals Tillandsia, naast andere planten. Ze zijn uitgerust met milieutechnologieën die de ecologische functie van bomen nabootsen: fotovoltaïsche cellen die zonne-energie opvangen die kan worden gebruikt voor sommige functies van de Supertrees (zoals verlichting), vergelijkbaar met de fotosynthese van bomen, en opvang van regenwater voor gebruik in irrigatie- en fonteininstallaties, vergelijkbaar met de manier waarop bomen regenwater opnemen om te groeien. De Supertrees hebben ook een functie voor het aanzuigen en afvoeren van lucht als onderdeel van de koelsystemen van de serres.